# فابيان إيبرل
فابيان إيبرل (بالألمانية: Fabian Eberle)‏ هو لاعب كرة قدم ليختنشتاني، ولد في 27 يوليو 1992 في ليختنشتاين. شارك مع منتخب ليختنشتاين تحت 21 سنة لكرة القدم ومنتخب ليختنشتاين لكرة القدم. أما مع النوادي، فقد لعب مع FC Balzers ‏.

## وصلات خارجية
- فابيان إيبرل على موقع الاتحاد الأوربي (الإنجليزية)
- فابيان إيبرل على موقع قاعدة بيانات كرة القدم.إي يو (الإنجليزية)
- فابيان إيبرل على موقع ناشيونال فوتبول تيمز (الإنجليزية)
- فابيان إيبرل على موقع عالم كرة القدم.نت (الإنجليزية)